# 电熔镁砂
电熔镁砂是以优质镁砂为原料经过熔化而制成, 英文名称fused magnesite。由菱镁矿、水镁矿或从海水中提取的氢氧化镁经高温煅烧而成。抗水化能力强。是生产镁碳砖特别是钢包渣线、电炉镁碳砖、转炉砖等的主要原料。